# クリスティアン・アウグスト (アンハルト＝ツェルプスト侯)
クリスティアン・アウグスト（Christian August, 1690年11月29日 - 1747年3月16日）は、アンハルト＝ドルンブルク侯（在位：1704年 - 1742年）、次いでアンハルト＝ツェルプスト侯（在位：1742年 - 1747年）。プロイセン王国に軍人として仕えた。最終階級は元帥。ロシアの女帝エカチェリーナ2世の父である。

## 生涯
アンハルト＝ドルンブルク侯ヨハン・ルートヴィヒ1世とクリスティーネ・エレノオーレ・フォン・ツォイッチュの3男としてドルンブルクで生まれた。プロイセン国王フリードリヒ1世の好意を受けてベルリンの貴族学校で学び、1704年に父の死に伴って兄弟たちとドルンブルク侯領を共同相続するが、そのままプロイセン王国に仕官して1708年には大尉に任官した。そして同族のアントン・ギュンター・フォン・アンハルト＝ツェルプストがシェフを務める第8歩兵連隊に加わって従軍生活を開始し、当時佳境を迎えていたスペイン継承戦争に参加した。
はじめクリスティアン・アウグストはネーデルラント戦線で戦い、マルプラケの戦いに参加し、その後のモンス、ドゥエーの攻略にも加わったが、このときエーヌ川の争奪戦で弟クリスティアン・ルートヴィヒを失った。1711年イタリア戦線に異動し高級副官となる。トリノでは神聖ローマ皇帝になるためにスペインから戻る途中のカール6世の拝謁を受けた。この頃、イタリアの戦線ではもうあまり動きがなく、彼はこの期間にヴェネツィアやローマを訪問し、教皇クレメンス11世にも紹介されている。そのまま1713年にプロイセンがこの戦争を離脱したのに伴って、彼もイタリアを去った。
同年彼は中佐になり、1714年にはアントン・ギュンターから連隊を引き継いでそのシェフとなる。1715年には大佐に昇進した。プロイセンはスペイン継承戦争から転じて大北方戦争に参加し、彼は当時スウェーデン領であったウーゼドム島やヴォリン島の制圧に従事した。戦争終結後彼はシュテッティン駐在になり、以後死去の少し前までここで暮らした。1721年、少将に昇進、1725年には黒鷲勲章を受勲し、1727年にホルシュタイン＝ゴットルプ家出身でリューベック領主司教クリスティアン・アウグストの娘ヨハンナ・エリーザベトと結婚した。
シュテッティンにおいてクリスティアン・アウグストは、連隊の訓練や要塞施設の強化によく励み評価された。1729年にシュテッティン要塞司令官に任命され、1732年には中将に昇進する。代が替わってフリードリヒ2世（大王）の時代になった1741年、彼は歩兵大将になり、シュテッティン総督に任じられるが、この頃から健康が悪化しだした。オーストリア継承戦争においては1741年の冬まで、本国を守る同族のアンハルト＝デッサウ侯レオポルト1世の軍に入るが、戦場には出ないまま終わった。1742年にフリードリヒ2世から元帥の地位を与えられる。同年にアンハルト＝ツェルプスト侯ヨハン・アウグストが子を残さず死去すると、所領を兄と共に相続することになるが、ドルンブルク家はもともとツェルプスト家から分離した家で、これを本家に統合した。
この頃、クリスティアン・アウグストは娘のゾフィー・アウグスタ・フリーデリケ、後のエカチェリーナ2世の縁組を持ちかけられた。妻ヨハンナ・エリーザベトの早世した長兄カール・アウグストがロシアの女帝エリザヴェータの婚約者であった縁がきっかけであったが、女帝の甥で後継者と定められたカール・ペーター・ウルリヒは父カール・フリードリヒがヨハンナ・エリーザベトの同族の従兄であり、この頃行われたロシア・スウェーデン戦争の結果、スウェーデンがロシアの干渉を受けて彼女の次兄アドルフ・フレドリクを王位継承者に据えたことで、娘の政治的価値がにわかに高まったためでもある。
当時プロイセンはオーストリアと係争中でロシアとの友好関係を欲しており、フリードリヒ2世はロシア宮廷内の親プロイセン派とともにこの縁組を精力的に推し進めた。ヨハンナ・エリーザベトもなかなか野心的な人物で、縁組の成立に力を尽くしたが、クリスティアン・アウグストはルター派の信仰篤い人物で、娘の正教への改宗に抵抗があったため乗り気でなかった。しかし妻に説き伏せられ、主家の意向とあっては致し方なく、1743年冬、妻と娘をサンクトペテルブルクに送り出した。1744年の娘の結婚式に、彼は参加することを許されなかった。
1746年、領地に残っていた兄ヨハン・ルートヴィヒ2世が死去し、領地の経営のためクリスティアン・アウグストはツェルプストに帰った。しかし自身もまた時を置かず、翌1747年に同地で死去した。

## 子女
妻ヨハンナ・エリーザベトとの間に5子を儲けたが、成人したのは1男1女であった。このうち男子がツェルプスト家を継いだフリードリヒ・アウグスト、女子がエカチェリーナ2世である。
- ゾフィー・アウグスタ・フリーデリケ（1729年5月2日 - 1796年11月17日） - 後のロシア女帝エカチェリーナ2世
- ヴィルヘルム・クリスティアン・フリードリヒ（1730年11月17日 - 1742年8月27日） - 夭折
- フリードリヒ・アウグスト（1734年8月8日 - 1793年3月3日） - アンハルト＝ツェルプスト侯を継承
- アウグスタ・クリスティアーネ・シャルロッテ（1736年11月10日 - 1736年11月24日） - 夭折
- エリーザベト・ウルリーケ（1742年12月17日 - 1745年3月5日） - 夭折

## 参考資料
- Ferdinand Siebigk: Christian August. In: Allgemeine Deutsche Biographie (ADB). Band 4, Duncker & Humblot, Leipzig 1876, S. 157–159.
- en:Christian August, Prince of Anhalt-Zerbst (21:22, 22 August 2009 UTC)